# Carlos José Báez
Carlos José Báez Vargas (Asunción, Paraguay; 1 de noviembre de 1953) es un exfutbolista y entrenador de fútbol de Paraguay que jugaba en la posición de delantero centro. Actualmente es asistente técnico de Julio Irrazabal en Deportivo Capiatá.

## Clubes

### Como jugador
| Periodo     | Club                 |
| ----------- | -------------------- |
| 1971 - 1973 | Nacional de Paraguay |
| 1974 - 1977 | Club Cerro Porteño   |
| 1977 - 1982 | UD Salamanca         |
| 1979 - 1980 | → Burgos (cedido)    |
| 1983        | Nacional de Paraguay |
| 1986        | General Caballero ZC |

### Como entrenador
| Periodo           | Club                                         |
| ----------------- | -------------------------------------------- |
| 1998              | Cerro Porteño                                |
| 1999              | Sol de América                               |
| 1999              | Cerro Porteño                                |
| 2001              | 12 de Octubre de Itauguá                     |
| 2001              | Criciúma                                     |
| 2002              | Nacional                                     |
| 2002 - 2003       | Cerro Porteño                                |
| 2004              | Nacional                                     |
| 2005 - 2006       | Sportivo San Lorenzo                         |
| 2006              | Sportivo 2 de Mayo                           |
| 2007 - 2008       | Selección femenina de fútbol de Paraguay     |
| 2015              | Guaireña FC                                  |
| 2019              | Selección de Areguá                          |
| 2024              | 16 de Agosto de Ypacaraí (asistente técnico) |
| 2025 - Actualidad | Deportivo Capiatá (asistente técnico)        |

### Selección nacional
A nivel de selecciones menores jugó para Paraguay en el Campeonato Sudamericano Sub-20 de 1971 el cual ganó. Jugó para Paraguay en 21 ocasiones de 1974 a 1977 y anotó cinco goles; participó en la Copa América 1975.

## Palmarés

### Como jugador

#### Títulos nacionales
| Título           | Club          | País     | Año  |
| ---------------- | ------------- | -------- | ---- |
| Primera División | Cerro Porteño | Paraguay | 1974 |
| Primera División | Cerro Porteño | Paraguay | 1977 |

#### Títulos internacionales
| Título                         | Selección                       | Sede     | Año  |
| ------------------------------ | ------------------------------- | -------- | ---- |
| Campeonato Sudamericano Sub-20 | Selección de fútbol de Paraguay | Paraguay | 1971 |

### Como entrenador

#### Títulos nacionales
| Título          | Club          | País     | Año  |
| --------------- | ------------- | -------- | ---- |
| Torneo Clausura | Cerro Porteño | Paraguay | 1999 |